# Schlacht bei Skalitz
Custozza – Hühnerwasser – Podol – Nachod – Trautenau – Langensalza – Skalitz – Münchengrätz – Gitschin – Königinhof – Schweinschädel – Königgrätz – Dermbach – Kissingen – Mainfeldzug – Frohnhofen – Aschaffenburg – Lissa – Bezzecca – Blumenau – Hundheim – Tauberbischofsheim – Werbach – Helmstadt – Gerchsheim – Uettingen/Roßbrunn
Die Schlacht bei Skalitz (tschechisch Bitva u Skalice) war ein Gefecht zwischen Preußen und Österreichern im Deutschen Krieg am 28. Juni 1866. Das österreichische VIII. Korps unter Erzherzog Leopold wurde dabei durch das preußische V. Armee-Korps angegriffen und geschlagen.

## Vorgeschichte
Der preußische Aufmarschplan sah vor, dass die 2. Armee des Kronprinzen Friedrich-Wilhelm durch das Riesengebirge nach Böhmen einmarschiert, um sich mit den beiden anderen Armeen unter Prinz Friedrich Karl Nikolaus von Preußen und General Herwarth von Bittenfeld zu vereinigen. Den linken Flügel der 2. Armee bildeten das V. Korps unter General von Steinmetz und das VI. Korps unter Mutius.
Der österreichische Oberbefehlshaber Benedek plante mit seiner Nordarmee einen Marsch in Richtung Westen, um die aus Sachsen vorrückenden Preußen zu schlagen, bevor sich diese mit dem Kronprinzen vereinigen könnten. Um dieses Ziel zu erreichen, sollte Erzherzog Leopold mit seinem VIII. Korps den Vormarsch der Preußen bei Skalitz aufhalten. In der Schlacht bei Nachod am 27. Juni hatte Steinmetz bereits das österreichische VI. Korps des Generals Wilhelm Freiherr von Ramming geschlagen und die wichtige Höhe von Vysokov erobert.

## Lage vor der Schlacht

### Bei den Österreichern
Am Morgen des 28. Juni 1866 gegen 10:30 Uhr erschien Feldzeugmeister Benedek zusammen mit seinem Generalstabschef Gideon Krismanic in Skalitz. Bei einem Gespräch mit General Ramming wollte dieser mit den noch einsatzfähigen Teilen seines Korps das VIII. Korps verstärken und dann zusammen mit dem aus Richtung Süden vorrückenden IV. Korps unter FML Tassilo Festetics die Preußen hier schlagen. Das Gelände war für eine Verteidigung geeignet und die österreichische Artillerie konnte fast die gesamte Senke bis zur Höhe von Vysokov beschießen. Benedek schien anfangs diesem Plan zuzustimmen und begab sich gegen 11:00 Uhr zu Erzherzog Leopold. Hier entschied sich Benedek jedoch nach Rücksprache mit seinem Generalstabschef gegen diesen Vormarsch und befahl Ramming den Marsch nach Westen, weg von Skalitz.
Die Gründe hierfür waren unter anderem ein Zeitverlust für die weiteren Operationen. Weiterhin wäre es schwierig gewesen, die Truppen schnell genug über die einzige zur Verfügung stehende Brücke über die Aupa in Stellung zu bringen. Ein österreichischer Angriff durch die fast sechs Kilometer breite Senke zwischen Skalitz und Vysokov wäre aussichtslos gewesen. Weiterhin ging Benedek davon aus, dass Steinmetz nach der schweren Schlacht vom Vortag nicht angreifen würde. Benedek wollte daher an dieser Stelle keine Schlacht schlagen und befahl daher einen Rückzug des VIII. Korps. Falls es bis 14:00 Uhr zu keinen ernsthaften Kämpfen käme, sollte Erzherzog Leopold Skalitz räumen und sich in Richtung Jičín absetzen. Einem anwesenden Offizier, der fragte, was zu tun sei, falls es bis dahin zur Schlacht komme, fuhr Benedek an „Was haben Sie d´rein zu reden?“. Preußische Infanterie war seit 6:00 Uhr beiderseits der Straße von Vysokov in Stellung gegangen und seit ca. 10:00 Uhr beschossen sich die Artillerieeinheiten. Als gegen 12:00 Uhr die ersten Verbände der preußischen 9. Division unter Generalmajor von Loewenfeld vorgingen und sich das Artilleriefeuer verstärkte, ging Benedek immer noch von einem Bluff von Steinmetz aus und lud sogar Leopold ein, mit ihm in Josephstadt zu Mittag zu essen, was dieser jedoch ablehnte.

### Bei den Preußen

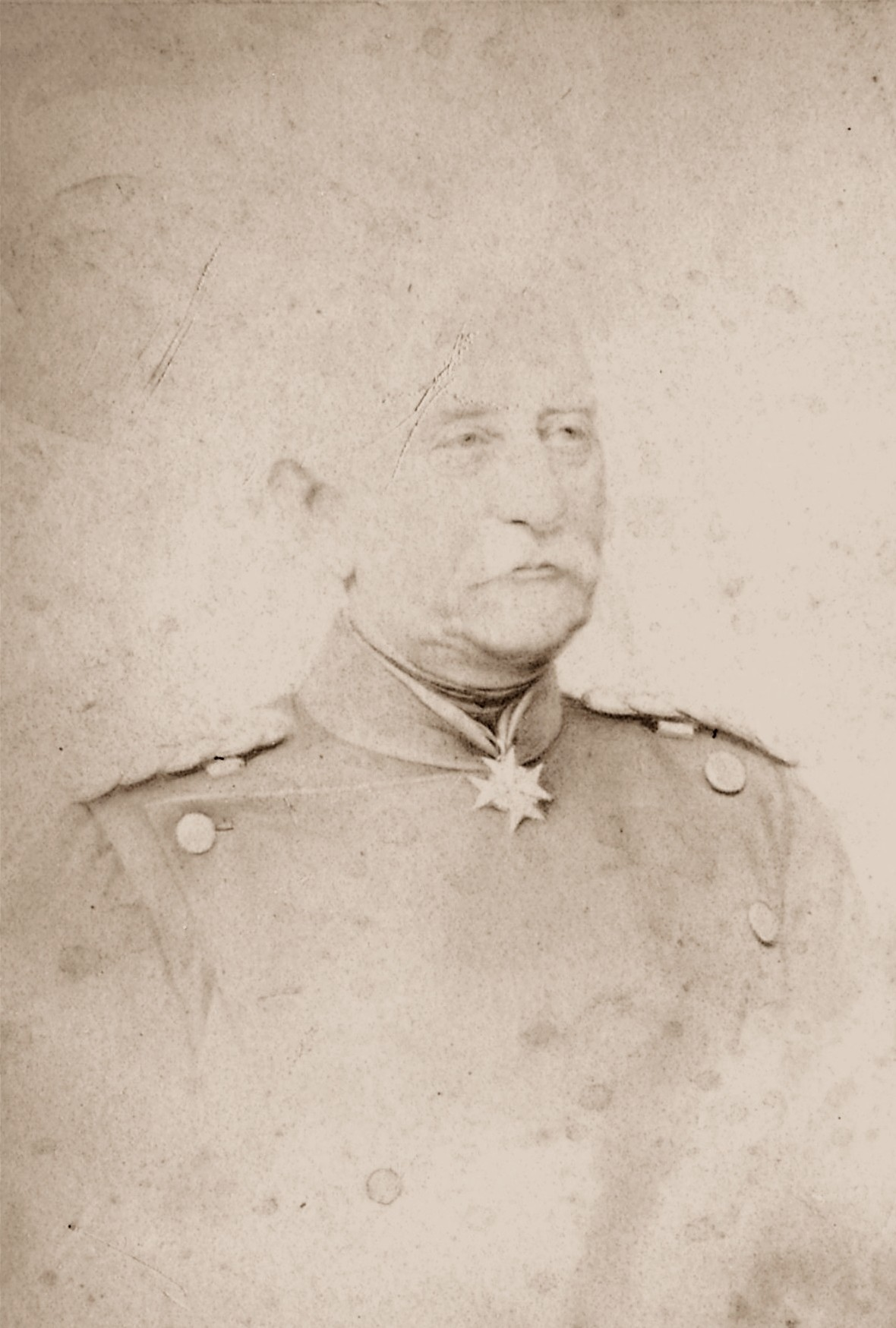
Karl Friedrich von Steinmetz

Das preußische V. Korps unter General Steinmetz stand auf der Höhe von Vysokov und wurde nur langsam durch Mutius verstärkt. Er wusste, dass ihm insgesamt drei Korps gegenüberstanden und hatte daher nur wenige Truppen (sechs Bataillone) in Richtung Skalitz geschickt und stand mit der Hauptmacht seines Korps noch auf der Höhe. Das von der Armee vorgegebene Marschziel für diesen war Gradlice, eine Ortschaft hinter Skalitz. Mutius würde noch den ganzen Tag benötigen, um seine Truppen von Nachod heraufzubringen und das Gardekorps konnte keine Hilfe geben, da sich dieses nach Norden in Richtung Trautenau entwickeln musste. Die preußische Niederlage dort hatte somit Auswirkungen bis nach Skalitz. Steinmetz hatte bis ca. 10 Uhr darauf gewartet, dass er Kontakt mit der Garde erhalten würde, dann aber die Nachricht erhalten, dass die Garde ihn nicht würde unterstützen können. Eine Aufklärung hatte zwar ergeben, dass seine linke Flanke aktuell nicht unmittelbar bedroht war, doch konnte das österreichische IV. Korps bald aufmarschieren.
Steinmetz wurde oft mit Blücher während der späten Befreiungskriege verglichen, dem er in Alter, Auftreten und Erscheinungsbild entsprach. Wie Blücher war auch Steinmetz ein Mann von großer Energie, der den Angriff suchte und vor Risiken nicht zurückschreckte. Er konnte davon ausgehen, dass Benedek ihn im schlimmsten Fall zurückdrängen konnte, wo er Verstärkung von Mutius erhielte, oder ihn in Richtung der Garde abdrängen würde. Daher befahl er seinen Soldaten den Angriff.

## Schlachtverlauf am 28. Juni

### Vormarsch der Preußen
Steinmetz befahl einer Brigade der 9. Division (Generalleutnant von Loewenfeld) die linke österreichische Flanke anzugreifen und hierbei in den Wald von Dubno vorzurücken. Gleichzeitig sollte die 10. Division (Generalmajor von Kirchbach) das gegnerische Zentrum angreifen. Eine Verstärkung gegen diesen Angriff war den Österreichern zu diesem Zeitpunkt kaum noch möglich, da der Ort Skalitz mit abrückenden Truppen völlig verstopft war und somit kaum noch passiert werden konnte. Gegen 11 Uhr hatte sich die 9. Division bis auf ca. 3 km an den linken Flügel der Österreicher herangearbeitet und stand hier der Brigade Fragnern gegenüber. Die Artillerie dieser Brigade nahm die Preußen unter Feuer, erreichte hiermit aber nur sehr wenig, da viele der Granaten auf dem weichen Untergrund nicht explodierten. Die Preußen besetzten den Wald von Dubno und vertrieben ein österreichisches Bataillon, das den Wald besetzt hielt. Die Preußen gingen bei der Verfolgung der fliehenden Österreicher bis zum Waldrand vor und nahmen die fliehenden Truppen weiter unter Feuer. Nur etwa die Hälfte dieses Bataillons schaffte es, die ca. 1.400 m bis zu den eigenen Stellungen zurückzulegen.

### Angriff der Brigade Fragnern
General Fragnern hielt mit seiner Brigade den Höhenzug vor der Aupa und bildete den linken Flügel der österreichischen Stellung. Er hatte keine Befehle von Leopold erhalten und nahm an, dass ein eigener Angriff geplant sei. Gründe hierfür waren neben der Anwesenheit von Benedek und des Korps von Ramming auch der immer heftigere Artillerieeinsatz im Zentrum. Weiterhin musste er davon ausgehen, dass die Preußen bald durch den Dubno-Wald in Richtung auf den Ort Zlic vorgehen würden und ihn damit umgehen und flankieren würden.
Um 12:30 Uhr befahl Fragnern daher seiner Brigade den Angriff auf den Wald von Dubno. Dieser Angriff erfolgte mit Musikbegleitung und wurde auch von der Artillerie begleitet, die ebenfalls ihre Position auf dem Höhenzug aufgab und sich dem Angriff anschloss. Innerhalb einer Stunde waren von 6000 Soldaten 3000 gefallen, verwundet oder gefangen. Die erste Welle wurde bereits von der ersten Salve zur Hälfte niedergemacht, die meisten Offiziere der ersten Welle waren unter den Gefallenen. Die zweite Welle mit dem 15. Regiment, das aus Polen und Ukrainern bestand, stürmte in einer Art von Ekstase vorwärts und überholte dabei sogar die erste Welle. In diese beiden Wellen feuerten die Preußen aus 400 Metern ihr Schnellfeuer. Einem Teil des 15. Regiments war es gelungen, sich am Waldrand festzusetzen, ein weiteres Vorgehen war aber nicht möglich. Unter den Gefallenen befanden sich neben Fragnern selbst auch alle Regimentskommandeure. Die Preußen erbeuteten hier sechs Kanonen.
Die überlebenden Österreicher der ersten Welle flohen vom Schlachtfeld und konnten erst auf dem rechten Flügel durch die Brigade Schulz aufgehalten werden. Schulz musste seine Soldaten mit aufgepflanztem Bajonett gegen die eigenen Kameraden vorgehen lassen, um diese aufzuhalten.

### Angriff der Brigade Kreyssern
Oberst Kreyssern konnte beobachten, wie die Brigade Fragnern aufgerieben wurde. Um die verbliebenen Soldaten dort zu retten, schickte er, ohne dazu einen Befehl erhalten zu haben, fünf seiner Bataillone zum Angriff vor, Ziel war die südwestliche Ecke des Waldes. Auch er hatte, genau wie Fragnern, keine Befehle von Erzherzog Leopold erhalten und wusste somit nichts vom geplanten Rückzug des Korps. Den Angriff führte Kreyssern persönlich an, fiel jedoch bereits nach kurzer Zeit.
Zwischen der Stellung von Kreyssern und dem Dubno-Wald verläuft auch eine Bahnlinie auf einem Damm und macht dabei einen Schwenk nach Osten. Dieser Damm bot für die vorgehenden Österreicher theoretisch eine hervorragende Deckung, jedoch kamen ihnen die Preußen zuvor. Ein Regiment preußischer Grenadiere hatte als Flankensicherung für die 9. Division den Bahndamm bereits besetzt. Die Preußen waren hier zwar schwerem Artilleriefeuer aus dem österreichischen Zentrum ausgesetzt, konnten aber trotzdem die Bataillone von Kreyssern von der Flanke her unter Gewehrfeuer nehmen. Die Österreicher waren in massiven Halbbataillonen vorgegangen und die erste Welle wurde zurückgeworfen. Der zweiten Welle gelang es unter schweren Verlusten zwar, den Bahndamm zu erreichen, aber auch die Preußen verstärkten ihre Truppen im Zentrum. Eine Brigade der 10. Division ging entlang des Bahndammes vor, um die Österreicher anzugreifen. In diesem Abschnitt erlitten beide Seiten schwere Verluste, die Preußen besonders durch die österreichische Artillerie, die am Ortsrand von Skalice aufgestellt war und die Preußen aus kurzer Entfernung unter Feuer nahm. Die preußische Artillerie ging ebenfalls vor und stellte sich am Rand des Waldes von Kleny auf und erwiderte das Feuer.
Erzherzog Leopold entsandte einen seiner Stabsoffiziere in Richtung Bahnlinie, um den Kampf abbrechen zu lassen. Die sich zurückziehenden Österreicher wurden von zwei preußischen Bataillonen verfolgt. Die Preußen konnten im Laufen laden und feuern und es gelang ihnen, bis zur Bahnstation von Skalice vorzustoßen und somit das Zentrum der österreichischen Stellung einzunehmen. Innerhalb von einer Stunde, zwischen 12 Uhr und 13 Uhr, hatte Leopold zwei Brigaden verloren und die Brigade Schulz hatte Preußen in ihrer Flanke.

### Weitere Kämpfe
Um 12 Uhr hatte Benedek den Rückzug des VIII. Korps befohlen. Dieser Befehl erreichte Generalmajor Schulz jedoch erst eine Stunde später, etwa zu dem Zeitpunkt, als die Preußen bereits den Bahnhof eingenommen hatten und ein Gegenangriff vorbereitet wurde. Die Brigade Schulz hatte sich oberhalb und rechts vom Bahnhof aufgestellt, um die Preußen zurückzuwerfen. Die Soldaten weigerten sich anfangs, dem Rückzugsbefehl Folge zu leisten. Die Soldaten waren seit 6 Uhr am Morgen in Position und hatten mit ansehen müssen, wie ihre Kameraden in zwei Angriffen aufgerieben worden waren. Immer wenn der Vollstreckungsbefehl ausgerufen wurde, antworteten die Männer mit Hurra-Rufen. In allen österreichischen Brigaden war den Soldaten gegen 11:45 Uhr eine doppelte Portion Wein gegeben worden. Da die Männer seit mehreren Tagen nicht mehr regelmäßig verpflegt worden waren, hatte der Alkohol erhebliche Wirkung. Die noch im Dubno-Wald stehenden letzten 400 Mann vom 15. Regiment gingen sogar noch weiter zum Angriff über, verfolgten einige preußische Füsiliere und waren dabei auch von den eigenen Offizieren nicht aufzuhalten. Fast alle dieser Soldaten fielen oder gerieten in Gefangenschaft, so dass das 15. Regiment vollständig aufgerieben wurde.

### Die Preußen stürmen Skalitz
Nach den unkoordinierten Angriffen der Österreicher hatte es Steinmetz mit der 10. Division geschafft, das gegnerische Zentrum einzunehmen. Gleichzeitig hatte seine 9. Division den linken Flügel von Leopold umfasst, die Höhen vor der Aupa eingenommen und zwei Regimenter gingen gegen den Ort und die einzige Brücke über die Aupa vor. Die Stellung war für die verbliebenen Österreicher unhaltbar geworden und eine Verstärkung nicht möglich. Ramming stand zu weit entfernt und das II. Korps unter Thun war ebenfalls noch ca. 20 km entfernt. Es war gegen 14 Uhr, als Steinmetz persönlich das 47. Regiment zum Angriff gegen die Bahnstation anführte und in den Ort eindrang. Nur mit Hilfe der hinter der Aupa stehenden Reserveartillerie des VIII. Korps gelang es der österreichischen Nachhut, den Rückzugsweg so lange aufzuhalten, dass die Reste der Brigaden Fragnern und Kreyssern sich absetzen konnten. Um 14:15 Uhr ordnete Leopold den allgemeinen Rückzug aller Truppen an, der sich schnell zu einer panischen Flucht auswuchs. Die Straßen von Skalice waren mit Wagen, Kanonen und Soldaten völlig verstopft. Viele Soldaten schwammen durch die Aupa, um sich vor den Preußen in Sicherheit zu bringen, andere versuchten sich in den bereits brennenden Häusern in Deckung zu bringen. Insgesamt nahmen die Preußen bis 15 Uhr ca. 3000 Österreicher gefangen, davon waren 1287 nicht verwundet. Eine weitere Verfolgung über den Fluss hinaus erfolgte nicht mehr.

### Flucht der Österreicher
Die panischen und desorganisierten Österreicher flohen und überrannten dabei sogar noch das VI. Korps, das sich bis jetzt geordnet zurückgezogen hatte und vor den Fliehenden die Straßen räumen musste. Insgesamt verloren die Österreicher 205 Offiziere, darunter einen General und 5372 Soldaten an Gefallenen, Verwundeten und Gefangenen. Die Preußen verloren 62 Offiziere und 1305 Soldaten.

## Der Donner von Skalice
Nach dem Krieg erklärte Benedek, dass er vom Kampf nichts mitbekommen habe, da bei seinem Ritt von Skalice nach Josephstadt ein kräftiges Sommergewitter den Gefechtslärm übertönt habe. Dem widersprach jedoch General Ramming. Benedek hätte den Schlachtenlärm in Trebisov, etwa drei Kilometer westlich von Skalice, deutlich hören können, als er dort gegen 13:30 Uhr mit Ramming sprach. Ramming protestierte hier gegen den Marschbefehl Richtung Jicin, weil die Schlacht vor ihnen heftig im Gange sei und bat um Erlaubnis, das VIII. Korps unterstützen zu dürfen. Dies wurde ihm von Benedek untersagt, der wichtige und höhere Gründe habe als eine Schlacht hier.
Auch hatte Benedek auf dem Weg nach Josephsstadt zu einem begleitenden Offizier bemerkt, dass die Preußen wohl wieder angreifen würden.

## Strategische Folgen der Schlacht
Die Schlacht von Skalitz hatte strategische Folgen. Benedek hatte bei seiner Rückkehr nach Josephsstadt noch gegen 14 Uhr sichergestellt, dass die Nordarmee auf dem Marsch nach Jicin war. Erst gegen Abend erfuhr er, dass Gablenz abgeschnitten und Skalice verloren war. Daraufhin befahl er den seit dem 17. Juni 1866 laufenden Marsch nach Jicin abzubrechen und nunmehr gegen die Armee des Kronprinzen Front zu machen. Dieses Manöver erforderte, alle Truppen anzuhalten und neu aufzustellen. Für dieses Manöver benötigte er mindestens einen Tag. Eine vollständige Armee so herumzudrehen, galt als eines der verwirrendsten und schwierigsten Manöver überhaupt. Gegen 21:30 Uhr am 28. Juni 1866 erteilte Benedek den Befehl, eine zentrale Position bei Königshof zu beziehen. Diese Befehle wurden aber erst gegen 8 Uhr am nächsten Tag an die Kommandanten weitergegeben. Die eigenen Stabsoffiziere von Benedek erklärten nach dem Krieg, dass sie selbst diesen Befehl erst am Morgen des 29. Juni 1866 erhalten hätten.
Eine Folge dieser Marschänderung war, dass in der Schlacht bei Gitschin die österreichisch-sächsischen Truppen nicht wie vorgesehen verstärkt wurden, sondern unnötigerweise versuchen mussten, die Stellung zu halten und dabei erhebliche Verluste erlitten.
Durch die Marschänderung von Benedek verloren die Preußen den Kontakt mit ihrem Gegner und konnten diesen erst in der Schlacht bei Königgrätz wiederherstellen.

## Historische Quellen
- Wilhelm Rüstrow: Der Krieg von 1866 in Deutschland und Italien. Google Books
- Österreichs Kämpfe im Jahre 1866 Vom K.und K. Generalstab. Bureau für Kriegsgeschichte; Google Books
- Der Feldzug von 1866 in Deutschland. Kriegsgeschichtliche Abteilung des großen Generalstabes; archive.org.
- Michail I. Dragomirow: Abriss des österreichisch-preussischen Krieges im Jahre 1866. S. 174 ff.; Textarchiv – Internet Archive.